# Ernst Rudelitsch
Ernst Rudelitsch (* 4. Mai 1940; † 1. März 2007 in Wien) Miliz-Vizeleutnant a. D., war seit 1995 Organisator der jährlichen Infoschau des österreichischen Bundesheeres am Nationalfeiertag und langjähriger Beauftragter für Öffentlichkeitsarbeit und Information im Militärkommando Wien. 

## Leben
Neben seinen hauptberuflichen Tätigkeiten als Vertriebschef und Leiter des Rechnungswesens verschiedener Unternehmungen war Ernst Rudelitsch das Bundesheer schon seit seinem Grundwehrdienst im Jahr 1958 ein besonderes Anliegen. Als sprichwörtlicher „Mister Miliz“ war er die überzeugte Verkörperung des „Bürgers in Uniform“ und verstand es, im Zuge der Neuorganisation des österreichischen Bundesheeres durch persönliches Engagement, Idealismus und Ideenreichtum den Milizgedanken in Österreich populär zu machen. Rudelitsch war vor allem durch sein Organisationstalent ein Begriff. Seit der großen Heeresschau mit Militärparade im Staatsvertrags-Jubiläumsjahr 1995 war er Hauptorganisator der jährlichen Infoschau des Bundesheeres am Heldenplatz, am Wiener Messegelände und zuletzt zum Nationalfeiertag 2005 am Rathausplatz.
Ernst Rudelitsch wurde am Stammersdorfer Zentralfriedhof (Gruppe 33, Reihe 2, Nummer 40) bestattet.

## Mitgliedschaften
- Mitglied des Milizbeirates beim Bundesministerium für Landesverteidigung
- Österreichischer Kameradschaftsbund
- Österreichische Unteroffiziersgesellschaft
- Unteroffiziersgesellschaft Wien

## Auszeichnungen
- 2002: Goldenes Verdienstzeichen der Republik Österreich[1], sowie weitere Ehren- und Verdienstabzeichen von Organisationen, denen Ernst Rudelitsch angehörte (Unteroffiziersgesellschaft, Kameradschaftsbund etc.)